# Euroscaptor longirostris
Espèce
Euroscaptor longirostris est une espèce de mammifères de la famille des Talpidés (Talpidae). C'est une taupe asiatique.

## Habitat et répartition

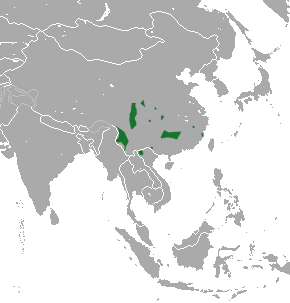
Carte de répartition en Asie.

Euroscaptor longirostris est un animal terrestre asiatique.

## Classification
Cette espèce a été décrite pour la première fois en 1870 par le zoologiste français Alphonse Milne-Edwards (1835-1900).
Classification plus détaillée selon le Système d'information taxonomique intégré (SITI ou ITIS en anglais) :
 Règne : Animalia ; sous-règne : Bilateria ; infra-règne : Deuterostomia ; Embranchement : Chordata ; Sous-embranchement : Vertebrata ; infra-embranchement : Gnathostomata ; super-classe : Tetrapoda ; Classe : Mammalia ; Sous-classe : Theria ; infra-classe : Eutheria ; ordre : Soricomorpha ; famille des Talpidae ; sous-famille des Talpinae ; tribu des Talpini ; genre Euroscaptor.
Traditionnellement, les espèces de la famille des Talpidae sont classées dans l'ordre des Insectivores (Insectivora), un regroupement qui est progressivement abandonné au XXIe siècle.